# Nicolas Baldeyrou
Nicolas Baldeyrou est un clarinettiste français, né à Paris le 31 mai 1979.

## Biographie
Nicolas Baldeyrou commence l'apprentissage de la clarinette à l'âge de 8 ans. Il étudie successivement au Conservatoire Municipal du Kremlin-Bicêtre (classe de Pierre Billaud), au conservatoire de Saint-Maur-des-Fossés (classe de Véronique Fèvre), et enfin au Conservatoire national supérieur de musique et de danse de Paris (classe de Michel Arrignon et Jérôme Julien-Laferrière) où il entre à l'âge de 14 ans. Il y obtient un premier prix de clarinette à l'unanimité avec le prix spécial Léon Leblanc ainsi qu'un premier prix à l'unanimité de clarinette basse (classe de Jean-Noël Crocq) avant d'intégrer le cycle de perfectionnement.
À l’issue de ses études, il remporte trois concours de premier plan : le prestigieux Concours de l’ARD (Munich) en 1998, le Concours international de Dos Hermanas (Espagne) en 1999 et la ICA Young Artist Competition (États-Unis) en 2001. Il est également lauréat des concours internationaux Carl Nielsen (Odense) et des Jeunesses Musicales (Bucarest), des Révélations de l’Adami, de la fondation Natixis, du Bunkamura Orchard Hall Award, ainsi que du programme «Rising Star» en 2004.
Successivement clarinette solo de l’Orchestre des jeunes de l’Union européenne où il côtoie Bernard Haitink, Carlo Maria Giulini ou encore Sir Colin Davis, du Mahler Chamber Orchestra de Claudio Abbado et de l’Orchestre national de France dirigé par Kurt Masur, il se consacre désormais à une triple carrière de soliste, de professeur, et de musicien d'orchestre au sein de l'Orchestre philharmonique de Radio France dirigé par Mikko Franck où il est nommé 1re clarinette solo en 2011. Il enseigne également au Conservatoire national supérieur de musique et de danse de Lyon depuis 2006, en succédant à Jacques Di Donato.
Il est invité à se produire en soliste avec divers orchestres comme l’Orchestre de la Radio bavaroise, la Philharmonie tchèque, les Orchestres philharmoniques de Tokyo, Prague et Saint-Pétersbourg, l’Orchestre symphonique de Sofia, le George Enescu Philharmonic Orchestra, l'Orchestre philharmonique de Radio France, l'Orchestre National de France, l'Orchestre national d'Île-de-France, l’Orchestre d’Auvergne ou l'Orchestre de Cannes-Provence-Alpes-Côte-d’Azur. Il est régulièrement invité pour des récitals au Carnegie Hall de New York, au Concertgebouw d’Amsterdam, à la Cité de la musique à Paris, à la Philharmonie de Cologne, au Mozarteum de Salzbourg, au Konzerthaus de Vienne, au Palais des Beaux-Arts de Bruxelles, au Bunkamura Orchard Hall de Tokyo, au Conservatoire Tchaïkovski de Moscou, ou encore en Chine, à Singapour, Hong-Kong, Taïwan et Mexico.
Il joue régulièrement avec Bertrand Chamayou, Svetlin Roussev, Antoine Tamestit, Marc Coppey, François Salque, Henri Demarquette, Alexis Descharmes, Nora Cismondi, Alexei Ogrintchouk, David Walter, David Guerrier, Julien Hardy, le Quintette Moraguès, les quatuors Ébène, Modigliani, Psophos, Ysaÿe, Aviv, Carmina, Minguet, Talich, Vogler.
Nicolas Baldeyrou s'implique activement dans la musique de son temps. En 2003, Éric Tanguy lui a dédié Capriccio pour clarinette seule, et Jacques Lenot Tormentoso. Il a par ailleurs collaboré à de nombreux ensembles de musique d'aujourd'hui comme 2E2M, Court-Circuit, TM+, Alternance, Ars Nova, Sillage.
Sa passion pour l’exploration de nouveaux répertoires et son souci d’authenticité dans ses interprétations l’amènent naturellement à s’intéresser aux clarinettes historiques. Il est régulièrement invité par Marc Minkowski à participer à l’orchestre Les Musiciens du Louvre, par Emmanuelle Haïm à l'ensemble  Le Concert d'Astrée ou encore par Emmanuel Krivine à la Chambre Philharmonique.
Depuis 2004, il est également essayeur pour la manufacture d’instruments à vent Buffet-Crampon et contribue ainsi au développement de l’instrument et au rayonnement de l’école française dans le monde entier.
Il est très présent sur la toile soit en soliste,, soit en présentant des montages vidéo musicaux pédagogiques novateurs en overdubbing seul ou avec les élèves de sa classe du Conservatoire national supérieur de musique et de danse de Lyon très suivis de la communauté mondiale des clarinettistes.
Il dirige une collection qui porte son nom pour le répertoire de la clarinette chez les éditions Klarthe.

## Discographie
- 2020 : Franz Schubert Octuor opus D803, Raphaël Merlin Passage éclair (la belle époque), avec Yan Levionnois, Marc Desmons, Shuichi Okada, Pierre Fouchenneret, Yann Dubost et Julien Hardy.
- 2019: Johannes Brahms Trios pour piano, violon et violoncelle op. 8, 87 et 101. Trio pour clarinette, violoncelle et piano op. 114 (La Dolce Volta) avec Geoffroy Couteau, Amaury Coeytaux et Raphaël Perraud.
- 2016 : Eric Montalbetti, a personal diary in music (Alpha classics), avec François-Frédéric Guy, Tedi Papavrami, Marc Coppey, Jean-Louis Capezzali et David Guerrier.
- 2016 : Mozart, l'idéal maçonnique (Klarthe) avec Marie-Bénéficte Souquet, Karine Deshayes, Vincent Pavesi, Alexandre et Julien Chabod, Florent Héau et Jean-François Verdier.
- 2015 : Une soirée à l'opéra (Klarthe), avec le quatuor Vendôme, arrangements de Rossini, Verdi, Delibes, Tchaikovsky, Sarasate.
- 2014 : Rhapsodie (Klarthe), Debussy, Sarasate, Chausson, Saint-Saëns et Tchaikovsky avec Yuko Sasai, l'Orchestre philharmonique de Radio France, et Myung-Whun Chung. **** Classica.
- 2013 : Tonal twilights, Schoenberg Transfigurations (Virtus Classics), avec Nicolas Dautricourt, Bertrand Raynaud, Kazunori Seo et Laurent Wagschal. Kammersymphonie et Ein Stelldichein d'Arnold Schoenberg.
- 2012 : Ground IV (Indésens), avec le quatuor Vendôme, créations de Karol Beffa, Guillaume Connesson, Thierry Escaich et Bruno Mantovani.
- 2011 : Walter Gieseking, musique de chambre (Les Ménestrels) avec le quatuor Psophos, Alexandre Gattet, Antoine Dreyfus, Julien Hardy et Laurent Wagschal.
- 2011 : A la seis de la tarde, Hauted nights de Bruno Mantovani avec Emmanuel Curt et Bertrand Chamayou.
- 2008 : Berio, Boulez, Webern : quatuor op.22 (æon) Vincent David, Nicolas Miribel, Sébastien Vichard.
- 2007 : Musique de chambre avec clarinette de Mozart (Intrada). Bertrand Chamayou, Antoine Tamestit, Alexei Ogrintchouk, David Guerrier, Julien Hardy, Philippe Berrod, Marie Fallion, Jérôme Voisin. FFFF Télérama, **** Monde de la Musique, 5 diapasons.
- 2007 : Eric Tanguy, Portraits XXI (Transart Live). Choc du Monde de la Musique.
- 2006 : Kaija Saariaho, musique de chambre (æon) Alexis Descharmes, Jérémie Fèvre. Coup de Cœur Charles Cros, FFFF Télérama, **** Monde de la Musique.
- 2005 : Elliott Carter, musique de chambre (assai) Alexis Descharmes, Sébastien Vichard, Mario Caroli, Nicolas Miribel. 5 diapasons.
- 2004 : Eric Tanguy, Musique de Chambre (Transart Live).
- 2004 : Musique des XXe et XXIe siècles pour clarinette seule (Intrada). **** Monde de la Musique, 5 diapasons.
- 2002 : Konzertstücke de Mendelssohn (Supraphon) Ludmila Peterkova, Jiří Bělohlávek et la Philharmonie de Prague.